# ギュッと!
ギュッと!（Gyutto）は、日本のダウンロード販売専門サイト。運営会社は株式会社ハブロッツ、コンピュータソフトウェア倫理機構賛助会員。

## 概要
2005年4月に「gyut.to」ドメインでオープン。アダルトゲームから電子書籍や動画、同人ソフトへと取扱い作品を広げた。2009年12月にサイトの全面リニューアルを実施した際に、全年齢対象作品については「Gyutto.jp」、年齢制限の掛かる作品については「Gyutto.com」とするゾーニングが実施されている。

## 主な取扱品目

### Gyutto.jp
- PCソフト
  - PCゲーム
  - ユーティリティー
- 動画
  - アニメ
  - アイドル
  - ドラマ・映画
  - バラエティ
- 電子書籍
  - コミック
  - ノベル
  - 写真集
  - 女性向け
- 音楽・ボイス

### Gyutto.com
- 美少女ゲーム
  - 美少女ゲーム1 - フルプライス作品（旧作の廉価版も含む）。
  - 美少女ゲーム2 - 低価格またはミドルプライス作品（概ね発売時の価格が5000円未満）。
    - 2011年より現在の分類に変更。2010年以前は1がソフ倫審査タイトル、2がCSA他の審査タイトルと言う分類であった。
- 女性向け
- 動画
  - アダルトアニメ
  - アダルトビデオ
  - 成人映画
  - ゲイ
- 電子書籍
  - コミック
  - ノベル
  - 写真集
  - 女性向け
  - ゲイ
- 同人
  - 同人ソフト
  - 同人誌
  - 実写・コスプレ
  - 全年齢
  - 女性向け